# Liste der Baudenkmale in Stechlin
In der Liste der Baudenkmale in Stechlin sind alle Baudenkmale der brandenburgischen Gemeinde Stechlin und ihrer Ortsteile aufgelistet. Grundlage ist die Veröffentlichung der Landesdenkmalliste mit dem Stand vom 31. Dezember 2020.

## Baudenkmale in den Ortsteilen
In den Spalten befinden sich folgende Informationen:
- ID-Nr.: Die Nummer wird vom Brandenburgischen Landesamt für Denkmalpflege vergeben. Ein Link hinter der Nummer führt zum Eintrag über das Denkmal in der Denkmaldatenbank. In dieser Spalte kann sich zusätzlich das Wort Wikidata befinden, der entsprechende Link führt zu Angaben zu diesem Denkmal bei Wikidata.
- Lage: die Adresse des Denkmales und die geographischen Koordinaten. Link zu einem Kartenansichtstool, um Koordinaten zu setzen. In der Kartenansicht sind Denkmale ohne Koordinaten mit einem roten beziehungsweise orangen Marker dargestellt und können in der Karte gesetzt werden. Denkmale ohne Bild sind mit einem blauen bzw. roten Marker gekennzeichnet, Denkmale mit Bild mit einem grünen beziehungsweise orangen Marker.
- Bezeichnung: Bezeichnung in den offiziellen Listen des Brandenburgischen Landesamtes für Denkmalpflege. Ein Link hinter der Bezeichnung führt zum Wikipedia-Artikel über das Denkmal.
- Beschreibung: die Beschreibung des Denkmales
- Bild: ein Bild des Denkmales und gegebenenfalls einen Link zu weiteren Fotos des Baudenkmals im Medienarchiv Wikimedia Commons

### Dagow
| ID-Nr.   | Lage             | Bezeichnung           | Beschreibung | Bild           |
| -------- | ---------------- | --------------------- | ------------ | -------------- |
| 09165498 | Am Graben (Lage) | Historischer Friedhof |              | weitere Bilder |

### Dollgow
| ID-Nr.            | Lage              | Bezeichnung | Beschreibung | Bild           |
| ----------------- | ----------------- | ----------- | ------------ | -------------- |
| 09165193 Wikidata | Dorfstraße (Lage) | Dorfkirche  |              | weitere Bilder |

### Menz
| ID-Nr.   | Lage                         | Bezeichnung                                                                            | Beschreibung                                                                                  | Bild                      |
| -------- | ---------------------------- | -------------------------------------------------------------------------------------- | --------------------------------------------------------------------------------------------- | ------------------------- |
| 09165291 | Am Friedensplatz 2/2a (Lage) | Vierseithof, bestehend aus Wohnhaus, Scheune und zwei Stallgebäuden                    |                                                                                               | weitere Bilder            |
| 09165292 | Berliner Straße 14 (Lage)    | Wohnhaus (Mittelflurhaus)                                                              |                                                                                               | Wohnhaus (Mittelflurhaus) |
| 09165384 | Kirchstraße (Lage)           | Dorfkirche                                                                             | Die evangelische Kirche stammt aus dem Mittelalter. Im Jahre 1910 wurde die Kirche erweitert. | weitere Bilder            |
| 09165293 | Lindenstraße 10 (Lage)       | Wohnhaus mit zwei Wirtschaftsgebäuden                                                  |                                                                                               | weitere Bilder            |
| 09165514 | Lindenstraße 21 (Lage)       | Mühle, bestehend aus Hauptgebäude, Hoftor, zwei Wirtschaftsgebäuden und Hofpflasterung |                                                                                               | BW                        |

### Neuglobsow
| ID-Nr.   | Lage                                   | Bezeichnung                                                                                  | Beschreibung | Bild                                                     |
| -------- | -------------------------------------- | -------------------------------------------------------------------------------------------- | --- | -------------------------------------------------------- |
| 09165499 | Am Hirschberg ()                       | Grabdenkmale für Hans Georg Meyer, Ernst und Minna Spiegelberg sowie Emil und Martha Lippert | | ein Bild hochladen                                       |
| 09165413 | Am Hirschberg 2/2a (Lage)              | Villa „Haus Hirschberg“ mit Einfriedung, Garten, Wohnhaus                                    | | BW                                                       |
| 09165296 | Am Tanger 9 (Lage)                     | Wohnhaus                                                                                     | Nach einer Inschrift wurden das Haus 1796 errichtet. Die Häuser Am Tanger 9 und Stechlinseestr. 22 sind Fachwerkhäuser für die Glashütte, die 1779 aus Altglobsow hier hin verlegt wurde. | Wohnhaus                                                 |
| 09165326 | Fontanestraße 1 (Lage)                 | Gaststätte „Fontanehaus“                                                                     | | Gaststätte „Fontanehaus“                                 |
| 09165629 | Katzensteg 2, Stechlinseestraße (Lage) | Villa „Haus Bernadotte“ mit Nebengebäude und Einfriedung                                     | | Villa „Haus Bernadotte“ mit Nebengebäude und Einfriedung |
| 09165406 | Stechlinseestraße (Lage)               | Adventskirche                                                                                | | Adventskirche                                            |
| 09165298 | Stechlinseestraße 22 (Lage)            | Wohnhaus                                                                                     | | Wohnhaus                                                 |
| 09165631 | Stechlinseestraße 23 (Lage)            | Villa „Friesenhaus“ mit Einfriedung                                                          | | Villa „Friesenhaus“ mit Einfriedung                      |